# Банк, Ондржей
О́ндржей Банк (чеш. Ondřej Bank, род. 27 октября 1980, Забржег, Чехословакия) — чешский горнолыжник, участник четырёх Олимпийских игр и восьми чемпионатов мира. Универсал, наиболее силён в комбинации.
В Кубке мира Банк дебютировал в 2001 году, в ноябре 2007 года первый раз в своей карьере попал на подиум на этапе Кубка мира в комбинации. Второй раз занял третье место в комбинации в январе 2015 года. Лучшим достижением в общем зачёте Кубка мира, является для Банка 26-е место в сезоне 2010/11.
На Олимпиаде-2002 в Солт-Лейк-Сити, стал 39-м в скоростном спуске, стартовал так же в комбинации, гигантском слаломе и слаломе, но во всех трёх дисциплинах не смог добраться до финиша.
На Олимпиаде-2006 в Турине, стартовал в четырёх дисциплинах, стал 6-м в комбинации, 16-м в гигантском слаломе, в скоростном спуске и супергиганте не финишировал.
На Олимпиаде-2010 в Ванкувере, стартовал в четырёх дисциплинах: скоростной спуск — 30-е место, комбинация — 7-е место, гигантский слалом — 17-е место, слалом — 11-е место.
Олимпийские игры 2014 года в Сочи стали наиболее успешными для чеха. Он на третьих Играх подряд попал в 10-ку лучших в комбинации (седьмое место). Кроме того он занял высшее в карьере пятое место в гигантском слаломе (после первой попытки Банк шёл вторым) и девятое в супергиганте, а также стал 20-м в скоростном спуске. Таким образом, на Олимпийских играх Банк хотя бы раз был в 20-ке лучших во всех пяти дисциплинах.
За свою карьеру участвовал в 8 чемпионатах мира, лучший результат — пятое место в суперкомбинации на чемпионате мира 2011 года в Гармиш-Партенкирхене.
Завершил карьеру в январе 2016 года.
Использовал лыжи производства фирмы Elan.

## Банк на зимних Олимпийских играх
| Олимпийские игры    | Скоростной спуск | Супергигант | Гигантский слалом | Слалом | Комбинация |
| ------------------- | ---------------- | ----------- | ----------------- | ------ | ---------- |
| 2002 Солт-Лейк-Сити | 39               | —           | DNF               | DNF    | DNF        |
| 2006 Турин          | DNF              | DNF         | —                 | 16     | 6          |
| 2010 Ванкувер       | 30               | —           | 17                | 11     | 7          |
| 2014 Сочи           | 20               | 9           | 5                 | —      | 7          |